# Musashi (1942)
El Musashi (武蔵?) fue un acorazado de la Armada Imperial Japonesa durante la Segunda Guerra Mundial. Fue el segundo de la clase Yamato y junto con su buque gemelo, el Yamato, fue el acorazado más pesado y fuertemente armado jamás construido gracias a su desplazamiento de 72 800 toneladas a plena carga y sus nueve cañones de 460 mm.
Nombrado en honor de la antigua provincia japonesa de Musashi, el barco fue puesto en grada el 29 de marzo de 1938 y entregado formalmente el 5 de agosto de 1942, momento en que fue asignado a la 1.ª División de Acorazados junto a su gemelo Yamato, el Nagato y el Mutsu. Desde el 11 de febrero de 1943 sirvió como buque insignia de la Flota Combinada y se mantuvo desplazándose entre las bases navales de Truk, Kure y Brunéi, en respuesta a los ataques aéreos estadounidenses a las bases japonesas. 
Durante sus últimos meses de servicio incrementó su armamento antiaéreo y estuvo presente en la batalla del mar de Filipinas en junio de 1944 como parte de la 1.ª Flota Móvil del vicealmirante Jisaburō Ozawa. Sin embargo, no pudo entrar en combate al no hacer contacto con las unidades de superficie enemigas. Cuatro meses después, durante la batalla del mar de Sibuyán y como parte de la Fuerza Central de la 2.ª Flota del vicealmirante Takeo Kurita, el Musashi fue hundido tras un severo castigo de 19 torpedos y 17 bombas a las 19:36 del 24 de octubre. De los 2399 tripulantes, 1023 fallecieron y 1376 sobrevivieron.

## Diseño y construcción
El Musashi fue el segundo acorazado de la clase Yamato, diseñado por la Armada Imperial Japonesa en 1937. Al igual que su buque gemelo, se lo construyó para ser capaz de combatir contra varios buques enemigos simultáneamente, una polivalencia para compensar la incapacidad del Imperio del Japón de igualar la capacidad de producción naval de la Armada de los Estados Unidos y los astilleros estadounidenses. Con un desplazamiento de más de 70 000 toneladas, Japón tenía la esperanza de que el poder de fuego del Musashi y su buque gemelo pudieran servir de contrapeso al poder industrial estadounidense.

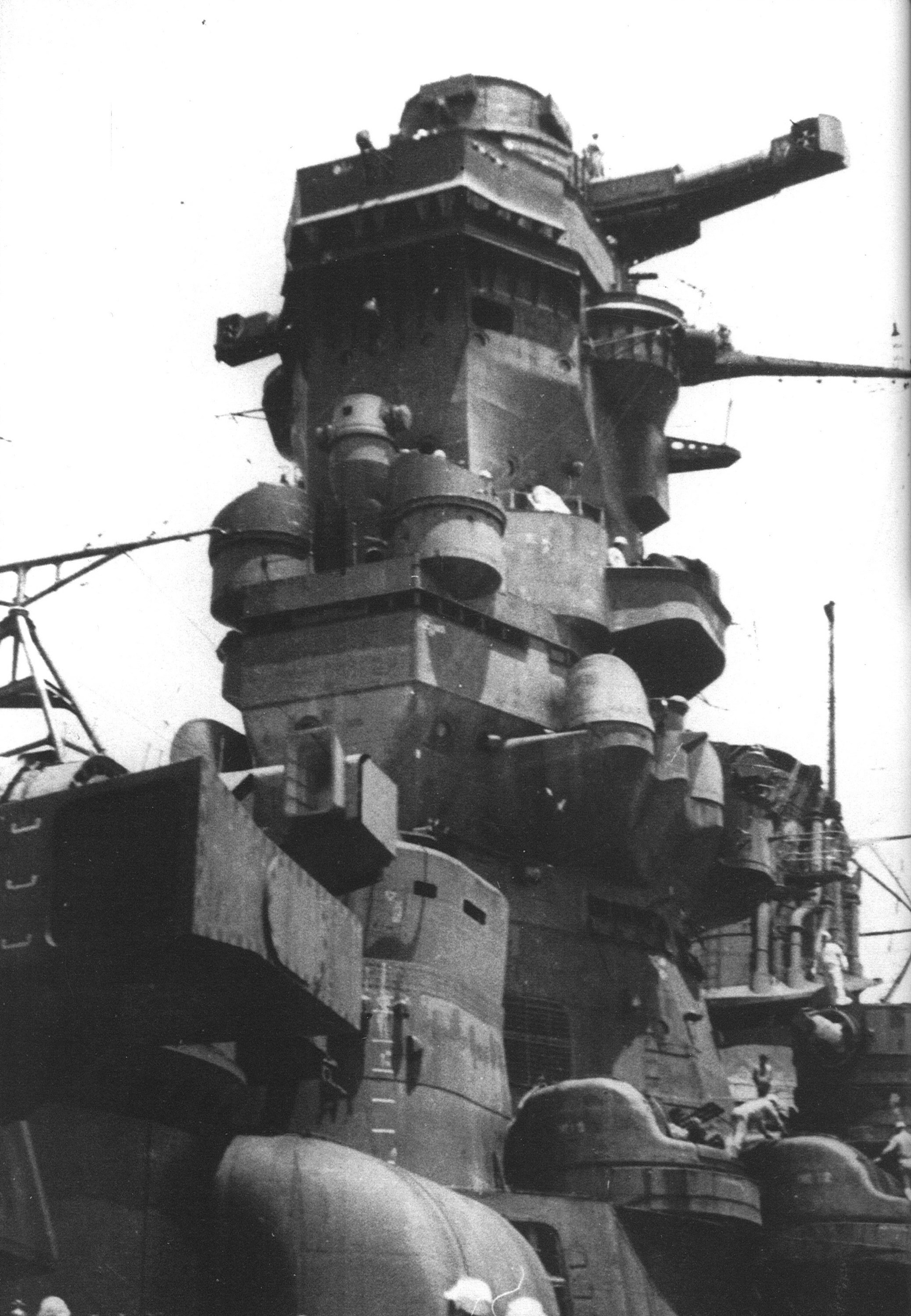
Puente de mando del Musashi.

Teniendo en cuenta la enorme masa proyectada para el Musashi, la grada para su construcción fue reforzada, los talleres cercanos se expandieron y se construyeron ex profeso dos grandes grúas flotantes. La quilla del acorazado fue puesta en grada el 29 de marzo de 1938 en el astillero de Mitsubishi en Nagasaki con la designación «Acorazado Nº 2». El proceso de construcción se ocultó a ojos de los extranjeros con almacenes estratégicamente ubicados y grandes persianas hechas de cáñamo y de 408 t de peso. El engaño tuvo tanto éxito que el consulado de los Estados Unidos, ubicado al otro lado de la bahía en que se construía el Musashi, no supo de su existencia durante todo el proceso.

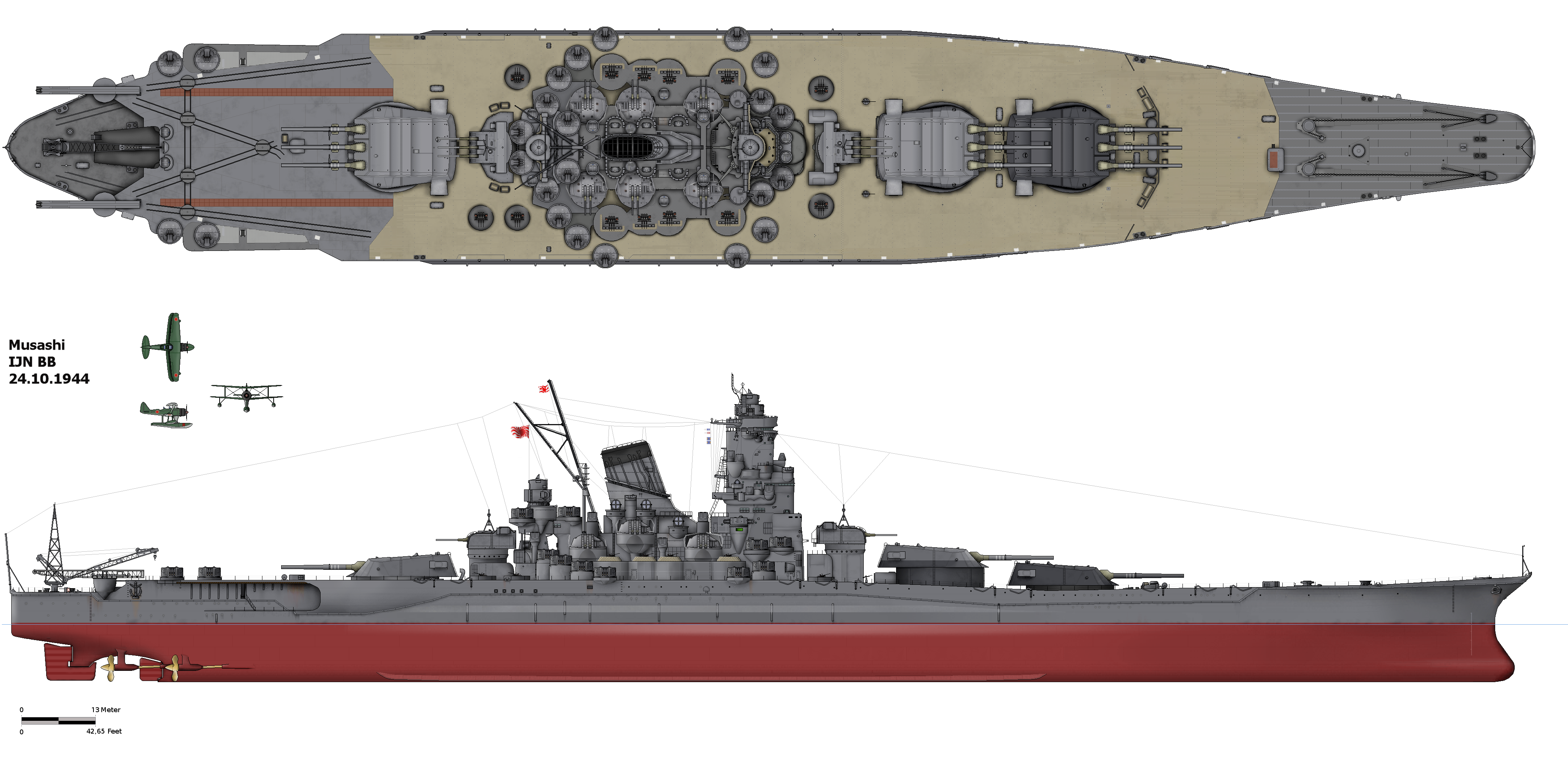
Dibujo del Musashi con su aspecto en 1944.

La botadura del acorazado presentó sus particularidades. La plataforma de lanzamiento del barco, de cuatro metros de ancho y conformada por nueve planchas de 44 cm de madera de abeto de Douglas unidas entre sí, tardó dos años en montarse debido a la dificultad de perforar los agujeros para los tornillos a través de cuatro metros de madera nueva. El problema de mover y detener el enorme casco una vez que estuviera dentro del estrecho puerto de Nagasaki fue solucionado con la colocación de 570 t de cadenas pesadas divididas a partes iguales entre ambos lados del casco para crear resistencia al deslizamiento en el agua. Finalmente, la botadura, al igual que la construcción, hubo de ser escondida de miradas indiscretas, para lo que, entre otras cosas, se hizo un simulacro de ataque aéreo sobre la ciudad para mantener a toda la gente dentro de sus casas. El Musashi fue satisfactoriamente botado por el método del deslizamiento lateral el 1 de noviembre de 1940, aunque la entrada de su gran masa en el agua produjo un tsunami de más de un metro de altura que se extendió por el puerto y los ríos adyacentes, inundando casas y volcando pequeños botes de pesca. El acorazado fue acondicionado en la cercana Sasebo con el capitán Kaoru Arima asignado como su Oficial Jefe de Equipamiento.
Hacia el final del acondicionamiento se le introdujeron modificaciones en sus comodidades interiores para ser usado como buque insignia del Comandante en jefe de la Flota Combinada, incluidas las de su puente de mando y el camarote del capitán. Estas alteraciones, junto con las mejoras en el blindaje de la batería secundaria, retrasaron dos meses la finalización y entrega del navío para pruebas de mar, hasta agosto de 1942.

### Armamento

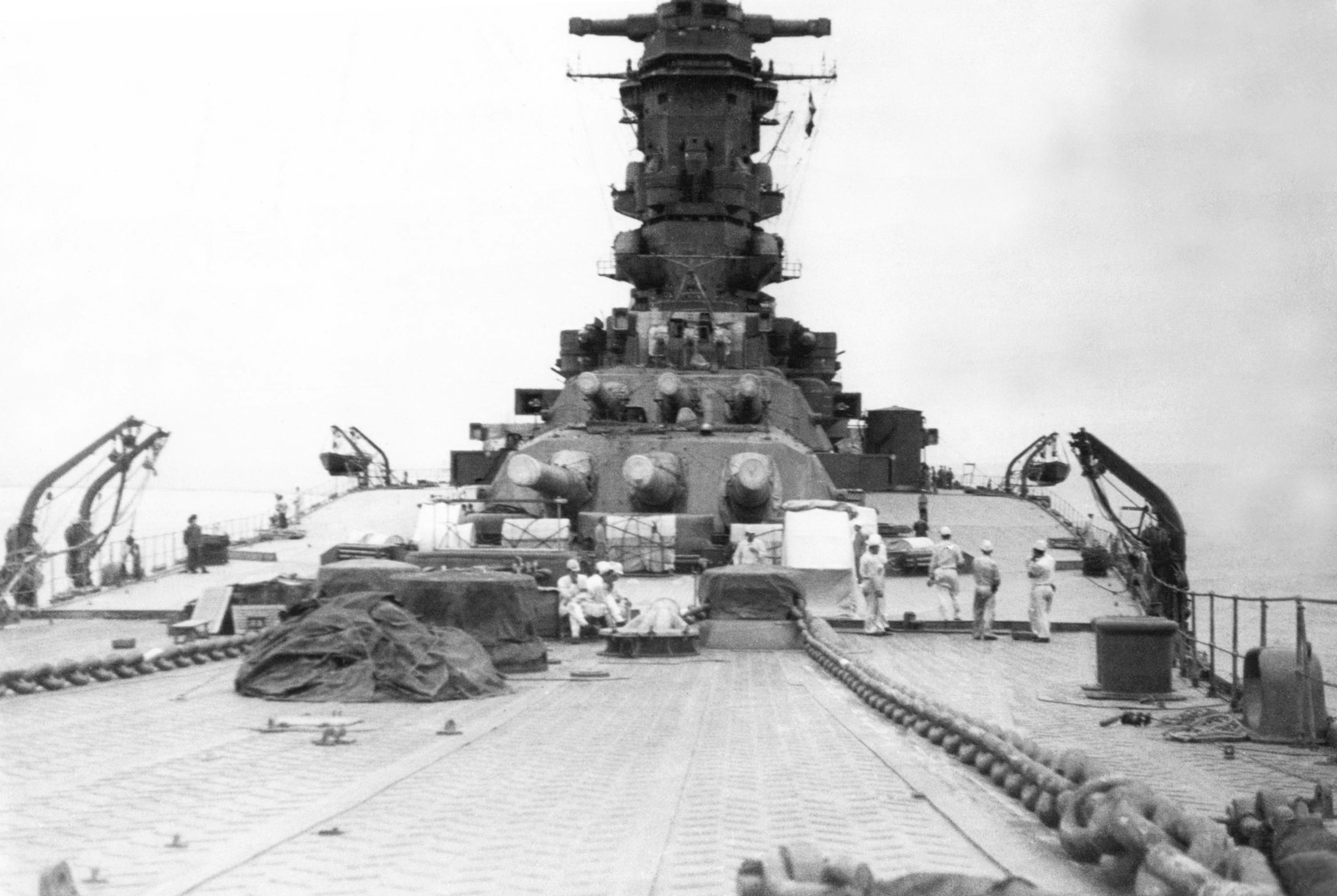
La cubierta del Musashi y sus cañones proeles de 460 mm.

La batería principal del Musashi estuvo compuesta por nueve cañones de 460 mm, el mayor calibre de artillería naval jamás embarcado. Cada cañón medía 21,13 m, pesaba 147,3 t y era capaz de disparar proyectiles altamente explosivos o perforantes a 42 km de distancia. Sus proyectiles eran menos pesados que los de los cañones británicos de calibre similar de la Primera Guerra Mundial. Los cañones y sus torretas fueron construidos en el Arsenal Naval de Kure y transportados a Nagasaki en el carguero Kashino, que había sido construido expresamente para este propósito.
Su batería secundaría comprendía doce cañones de 155 mm montados en cuatro torretas triples —una a proa, otra a popa y dos hacia el centro— y doce de 127 mm en seis montajes gemelos —tres en cada banda del acorazado—. Además, portó 24 cañones antiaéreos de 25 mm, principalmente distribuidos por el centro del buque. Cuando fue remodelado en 1944, la configuración de la batería secundaria cambió a seis cañones de 155 mm, veinticuatro de 127 mm y 130 cañones antiaéreos de 25 mm, en preparación para combates navales en el Pacífico Sur.
Al igual que su gemelo, el Musashi fue dotado de hidrófono en el bulbo de proa y a fines de 1943 se le equipó con dos radares tipo 21-Go-aire (con un alcance de 100 km) montados sobre los telémetros de cofa, cuatro detectores de ondas de radio/radar tipo E-27 (alcance de 300 km), dos radares tipo 13-Go, aire-superficie (alcance de 100 km) en el mástil trípode invertido y dos radares dobles tipo 22-Go de propósito general (alcance de 35 km, conocidos como tubas) uno en cada banda del puente de mando.

## Historial de servicio
El 5 de agosto de 1942 el Musashi fue puesto en servicio en Nagasaki con Arima Kaoru como capitán, y ese mismo día se unió al Yamato, el Nagato y el Mutsu en la 1.ª División de Acorazados. Durante todo el mes de septiembre fue equipado con su batería secundaria, compuesta por doce cañones de 127 mm, treinta y seis de 25 mm y cuatro ametralladoras antiaéreas de 13,2 mm, además de equipamiento de radar adicional. A lo largo de octubre y noviembre el Musashi llevó a cabo sus pruebas de mar y prácticas de artillería cerca de Kure. En diciembre de 1942, tras varias maniobras con aeronaves del portaaviones Zuikaku, el acorazado fue declarado como operativo.

### Buque insignia de la Flota Combinada

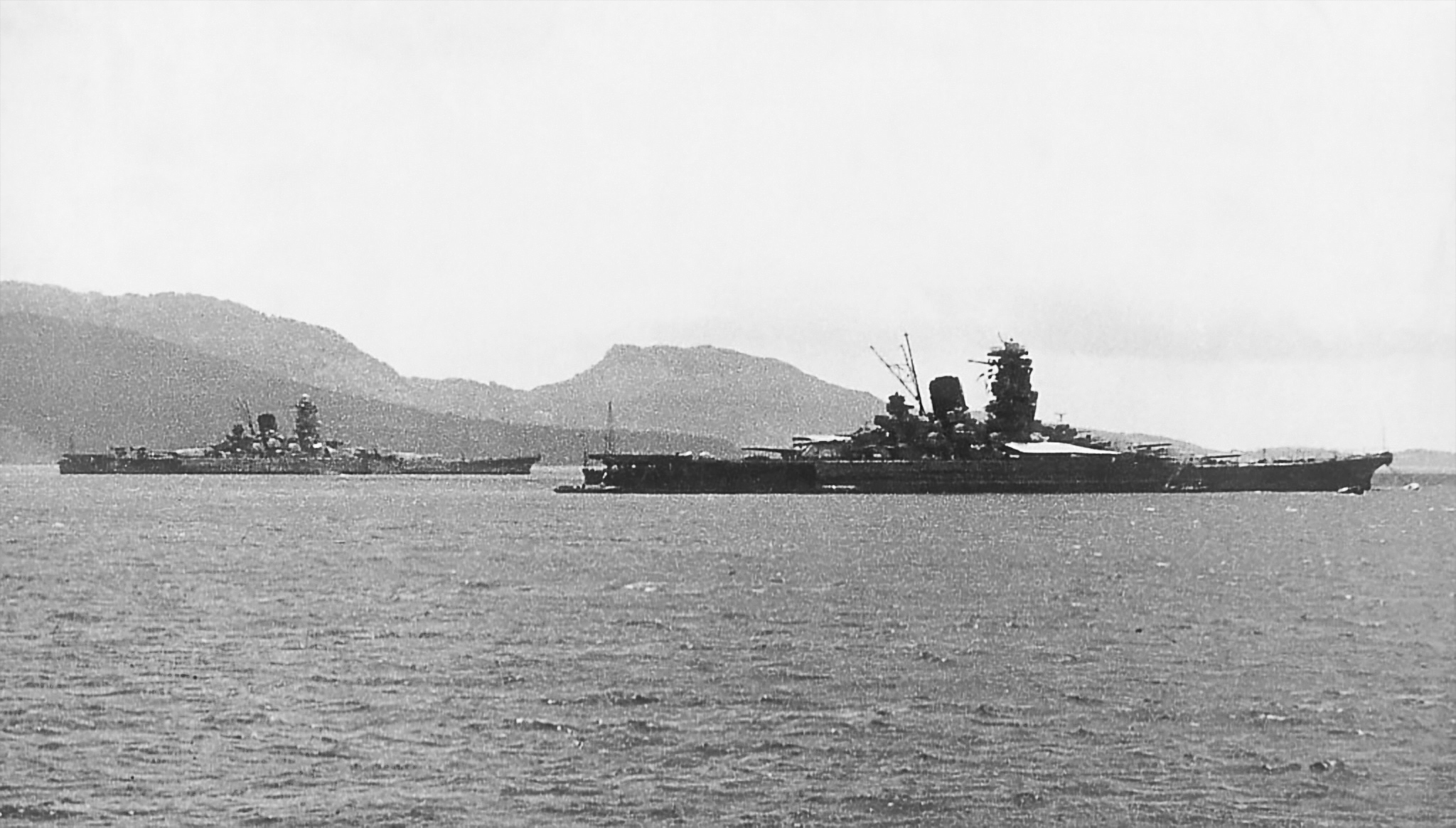
El Musashi (derecha) y su gemelo Yamato anclados en aguas de las islas Truk en 1943.

El 18 de enero de 1943 el Musashi partió de Kure hacia las islas Truk, a donde arribó cuatro días después. El 11 de febrero reemplazó a su buque gemelo Yamato como buque insignia de la Flota Combinada que comandaba el almirante Isoroku Yamamoto. El 1 de abril Yamamoto dejó el Musashi para volar a la ciudad de Rabaul, en la isla de Nueva Bretaña, y dirigir personalmente la Operación I-Gō, una ofensiva aérea japonesa en las islas Salomón. Quince días después, y gracias a los códigos secretos Ultra descifrados por los servicios de inteligencia de los Aliados, cazas estadounidenses P-38 Lightning causaron la muerte a Yamamoto derribando el avión en que volaba desde Nueva Bretaña a Ballale, en la isla de Bougainville. El 23 de abril las cenizas del almirante Yamamoto fueron llevadas a Truk y dispuestas en su camarote a bordo del Musashi, donde otros oficiales de la Flota Combinada lo visitaron y presentaron sus respetos.

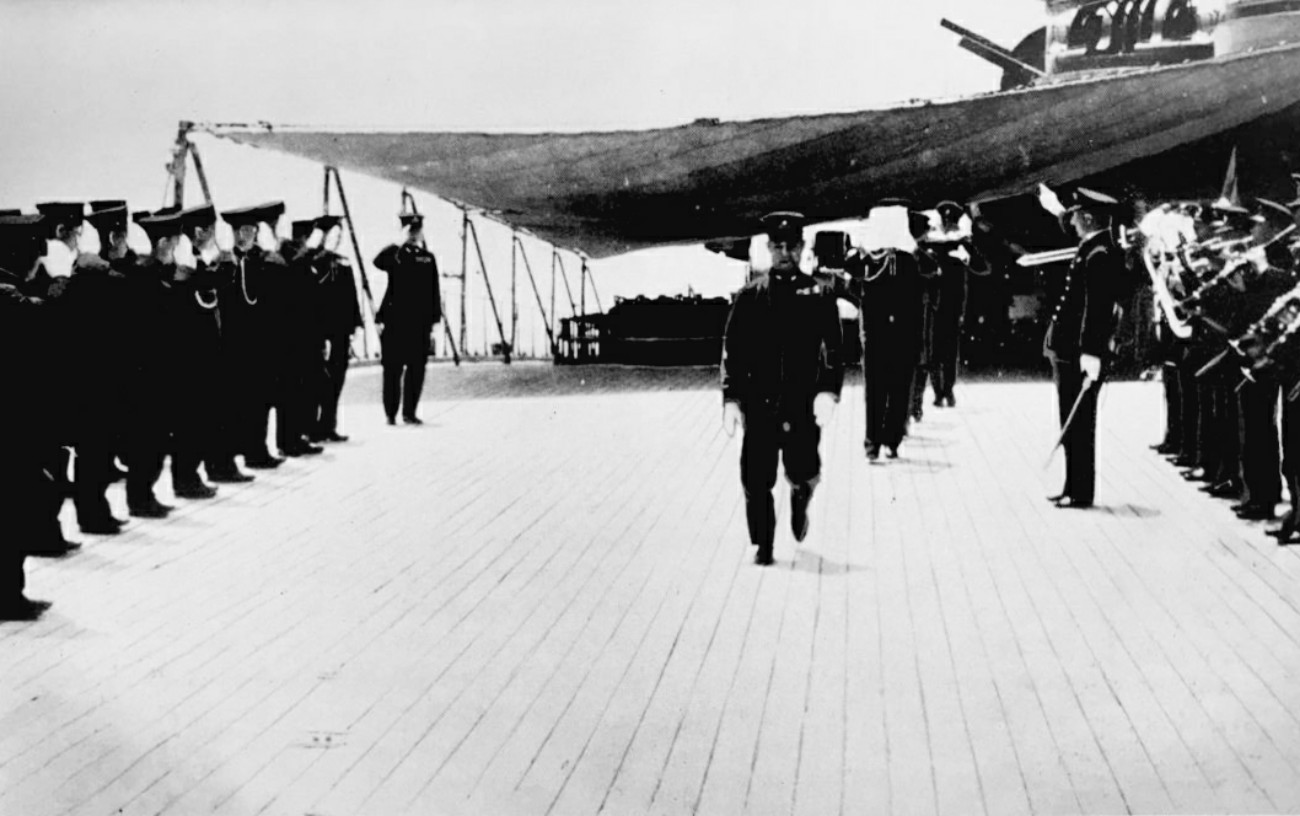
Las cenizas de Yamamoto siendo trasladadas del Musashi al destructor Yūgumo para transportarlas a la base naval de Yokosuka, 23 de mayo de 1943.

El 17 de mayo, en respuesta a los ataques estadounidenses en la isla Attu, el Musashi, junto con dos portaaviones ligeros, nueve destructores y dos cruceros, fue desplegado en el Pacífico Norte, pero no establecieron contacto con fuerzas estadounidenses. El acorazado viajó después a Japón para transportar las cenizas de Yamamoto a Kure el 23 de mayo, donde las dejó en preparación de un funeral de estado formal. Inmediatamente después el buque se unió a una gran fuerza naval para contraatacar a los estadounidenses en Attu. Sin embargo, la isla cayó antes que la fuerza japonesa pudiera intervenir, por lo que el contraataque fue cancelado y el Musashi retornó a Japón.

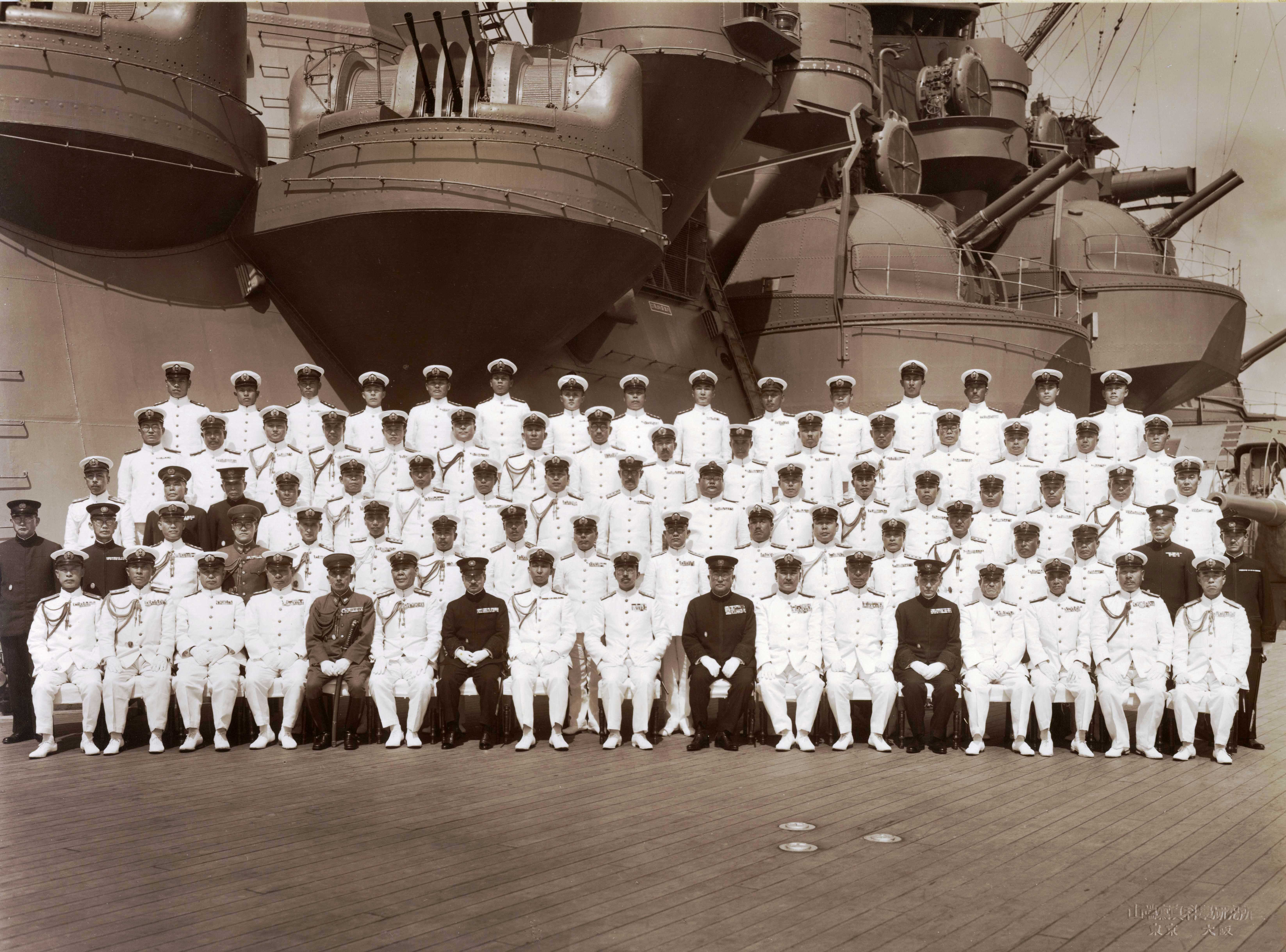
El emperador Hirohito (sentado en el centro) junto a miembros del Alto Mando y otros oficiales de la Armada Imperial a bordo del Musashi, el 24 de junio de 1943.

El 24 de junio, mientras era sometido a revisión y reparaciones en el Arsenal Naval de Yokosuka, el Musashi recibió la visita del emperador Hirohito y otros oficiales navales de alto rango. Transferido a Kure el 1 de julio, ese mismo día el acorazado entró en dique seco, de donde salió el día 8 con un control de tiro y un radar mejorados. Después de varios traslados entre distintas bases del archipiélago japonés, el Musashi partió hacia Truk el 31 de julio y llegó a su destino en seis días.
El 18 de septiembre dejó Truk acompañado por otros tres acorazados para responder a las incursiones estadounidenses en las islas Eniwetok y Brown. Siete días después la flota volvió a Truk sin haber contactado con unidades enemigas. En octubre, como consecuencia de las sospechas de un ataque estadounidense en la isla Wake, el Musashi lideró una gran flota bajo mando del almirante Mineichi Koga y formada por tres portaaviones rápidos, seis acorazados y once cruceros que intentaron interceptar portaaviones americanos. Como no hubo contacto, la flota retornó a Truk el 26 de octubre. El Musashi permaneció lo que restaba del año 1943 en Truk. Como su antiguo capitán fue ascendido, el capitán Asakura Bunji tomó el mando del acorazado el día 7 de diciembre.

### Últimas operaciones y hundimiento
El Musashi fue señalado el 4 de febrero por un reconocimiento aéreo americano en aguas de Truk junto a 50 otros navíos, permaneció en ese puerto hasta el 10 de febrero de 1944, Mineichi Koga recibió información de Inteligencia nipona y ordenó su retirada anticipada en prevención de un  probable gran ataque aeronaval enemigo y emprendió viaje a Yokosuka junto a tres embarcaciones más pequeñas. El 24 de febrero dejó Yokosuka con dos batallones especializados del ejército y sus municiones a bordo con destino a Palaos. El mismo día que partió de Japón, el grupo de combate del Musashi se topó con un tifón que provocó que se perdiera la mayor parte de la carga almacenada en la cubierta del acorazado. Llegó a Palaos el 29 de febrero, en cuya base permaneció un mes exacto, pues el 29 de marzo dejó la isla en medio de la oscuridad para prevenir ataques aéreos estadounidenses. Sin embargo, casi inmediatamente después de partir el Musashi y sus escoltas fueron atacados por el submarino estadounidense USS Tunny, que disparó seis torpedos contra el acorazado. Los escoltas del acorazado divisaron las estelas de los torpedos y cinco de ellos fueron evitados, pero el sexto impactó cerca de la proa del Musashi, provocando la inundación del compartimento del hidrófono y matando a dieciocho tripulantes.
El 3 de abril el acorazado entró en el Arsenal Naval de Kure, donde fue reparado y actualizado entre los días 10 y 22 del mismo mes. Recibió un nuevo radar, raíles para cargas de profundidad y un incremento de sus capacidades antiaéreas. Para cuando salió del dique seco la batería secundaria del Musashi la componían seis cañones de 155 mm, veinticuatro de 127 mm, ciento treinta de 25 mm y cuatro ametralladoras de 13,2 mm.
En mayo de 1944 el buque dejó Kure en dirección a Okinawa y después navegó hacia Tawi-Tawi junto con la Segunda Flota japonesa bajo comando del vicealmirante Jisaburō Ozawa. El 10 de junio partió de Tawi-Tawi hacia Biak con la intención de contraatacar la invasión estadounidense de la isla, pero dos días después, cuando llegó a Ozawa la noticia de los ataques estadounidenses en Saipán, la Segunda Flota se desvió en dirección a las islas Marianas. Durante la batalla del Mar de Filipinas el Musashi se encargó de escoltar portaaviones rápidos de la Segunda Flota, pero tras la desastrosa derrota nipona —la batalla fue bautizada por los estadounidenses como la Gran cacería de pavos de las Marianas, pues los japoneses perdieron 450 aeronaves y dos portaaviones— la Segunda Flota retornó a su patria. El 10 de julio el Musashi levantó anclas en Okinawa para ir a Singapur en compañía de su buque gemelo Yamato.
El 18 de octubre el Musashi se unió a la flota principal japonesa en Brunéi en preparación de la Operación Sho-1, el planeado contraataque al desembarco estadounidense en la isla de Leyte. El plan japonés buscaba que las fuerzas de portaaviones de Ozawa atrajeran las flotas de portaaviones estadounidenses hacia el norte de Leyte y así permitir que la Fuerza Central del vicealmirante Takeo Kurita penetrara en Leyte y destruyera las fuerzas desembarcadas por el enemigo. Con este objetivo, cinco acorazados, entre los que estaba el Musashi, y diez cruceros pesados partieron de Brunéi en dirección a las Filipinas el 20 de octubre.

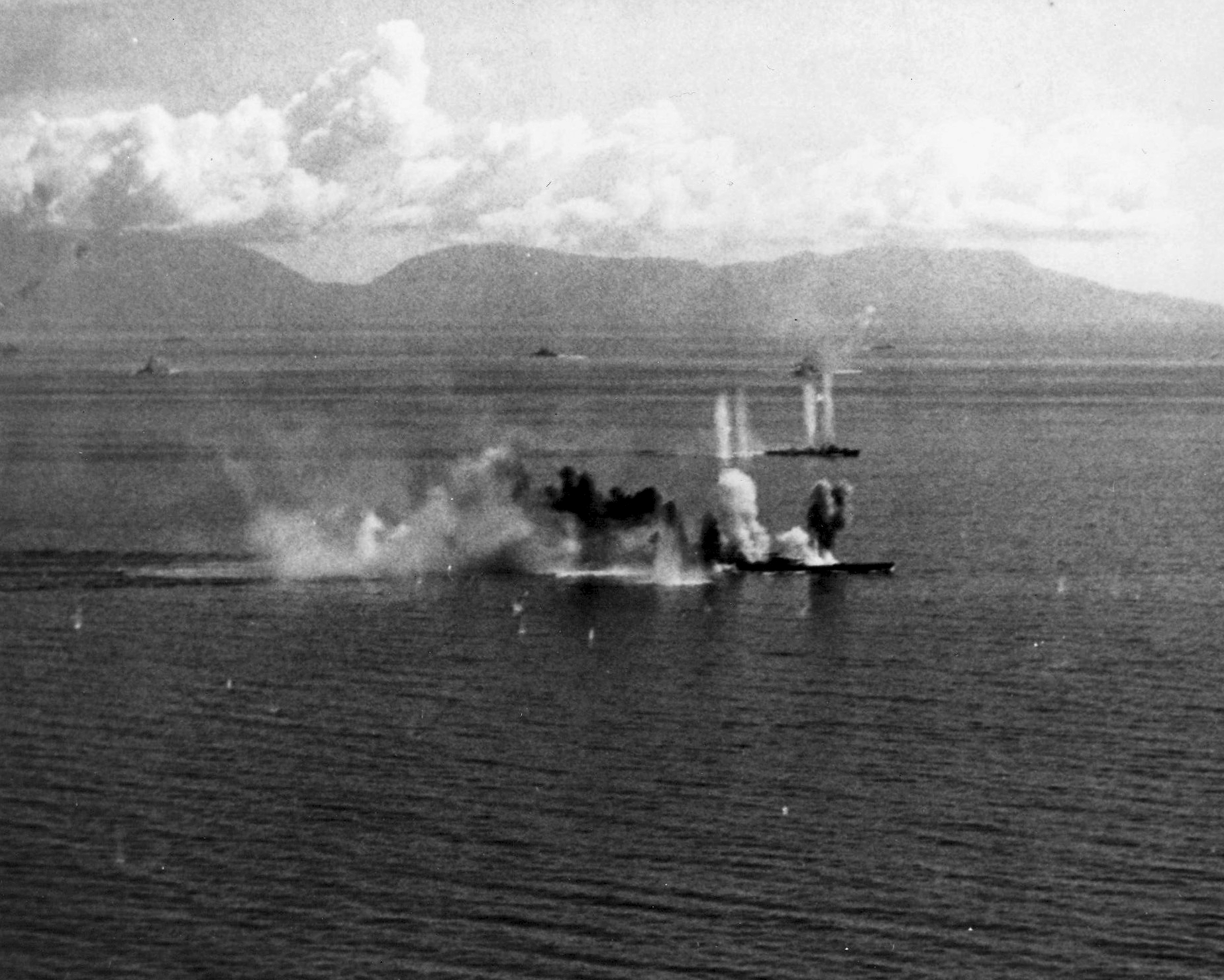
El Musashi bajo ataque aéreo el 24 de octubre de 1944.

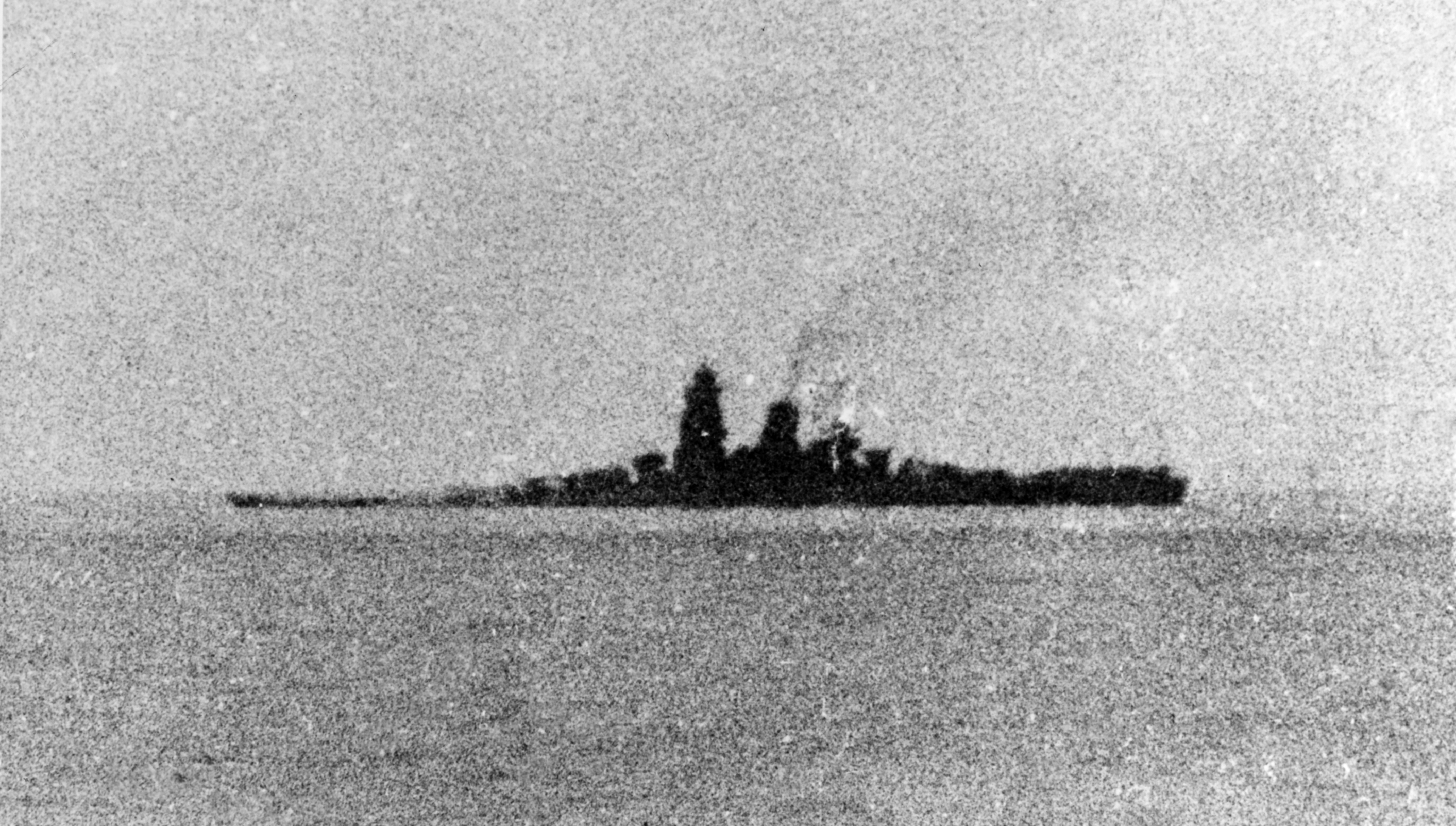
Última foto del Musashi hundiéndose, tomada desde el destructor Isokaze

Poco después de la partida de la fuerza japonesa de Brunéi un par de submarinos estadounidenses torpedearon y hundieron dos de los cruceros pesados de Kurita, incluido su buque insignia Atago, forzando al vicealmirante, que sobrevivió al desastre, a trasladar su bandera al Yamato. El 24 de octubre, navegando por el mar de Sibuyán, la Fuerza Central de Kurita cayó bajo un gran ataque aéreo estadounidense en cinco oleadas lanzadas desde portaaviones. Al comienzo de los ataques los pilotos americanos, principalmente procedentes de los portaaviones USS Essex, Franklin e Intrepid, supieron centrarse en sacar provecho de la debilidad del blindaje del Musashi cerca de su proa, dañando gravemente al acorazado en las tres primeras incursiones y forzando a reducir su velocidad a 10 nudos (19 km/h). Cuando parecía evidente que el acorazado ya no aguantaría mayores daños, su capitán, contralmirante Toshihira Inoguchi, intentó vararlo en una isla cercana. A pesar de su intento, el Musashi se hundió en una sola pieza a las 19:36 tras haber recibido un enorme castigo: diecisiete bombas y diecinueve torpedos, a los que siguió una enorme explosión submarina. De una tripulación de 2399 hombres, 1023 murieron. Los supervivientes fueron rescatados por destructores japoneses varias horas después.

## Descubrimiento del pecio
En marzo de 2015, el multimillonario estadounidense Paul Allen, cofundador de Microsoft junto a Bill Gates, y su equipo de investigadores a bordo del yate de investigación Octopus localizaron la proa de la nave, a una profundidad de entre 1200-1900 m en el mar de Sibuyan, en el centro del archipiélago de Filipinas. En un comunicado en su página web, Allen afirmó que el descubrimiento se produjo tras una búsqueda de ocho años, apoyada a nivel documental por cuatro países y usando tecnología avanzada para sondear el lecho marino.
La dificultad de hallar al acorazado japonés radicó en la creencia de que se había hundido en una sola pieza y los antecedentes inexactos entregados por la tripulación del destructor Kiyoshimo sobre su lugar de hundimiento, a ello se sumó la abrupta topografía del fondo marino.
El Musashi fue hallado a 1900 m de profundidad en el fondo de una empinada ladera de un volcán submarino, la reconstrucción virtual de los restos por parte de un equipo de expertos japoneses con los videos obtenidos, evidenciaron que el Musashi sufrió un castigo muy superior al soportado por su gemelo. Aparentemente, explosiones submarinas devastaron secciones del casco.
Un video documental de dos horas de duración emitido en 2015 por la fundación Paul Allen muestra los restos del Musashi dispuestos en el fondo marino de manera bastante similar a las de su gemelo, el Yamato, pero distribuidos en un mayor radio de 250 m. La torre de mando de 31 m de altura está recostada a su lado de babor en el lecho evidenciando un gran daño.